# Okręg wyborczy Swansea West
Okręg wyborczy Swansea West powstał w 1918 r. i wysyła do brytyjskiej Izby Gmin jednego deputowanego. Okręg obejmuje zachodnią część miasta Swansea w południowej Walii.

## Deputowani do brytyjskiej Izby Gmin z okręgu Swansea West
- 1918–1923: Alfred Mond, Partia Liberalna
- 1923–1924: Howel Samuel, Partia Pracy
- 1924–1929: Walter Runciman, Partia Liberalna
- 1929–1931: Howel Samuel, Partia Pracy
- 1931–1945: Lewis Jones, Narodowa Partia Liberalna
- 1945–1959: Percy Morris, Partia Pracy
- 1959–1964: Hugh Rees, Partia Konserwatywna
- 1964–2010: Alan Williams, Partia Pracy
- 2010 –: Geraint Davies, Partia Pracy / Co-operative Party